# Pemzashen
Pemzashen là một đô thị thuộc tỉnh Shirak, Armenia. Dân số ước tính năm 2011 là 3283 người.